# Судьба поэта
«Судьба поэта» — фильм режиссёра Бориса Кимягарова по сценарию Сатыма Улуг-Зода, снятый на киностудии «Таджикфильм».
Премьера фильма состоялась в июне 1959 года в Душанбе. 28 сентября фильм был показан в Москве.

## Сюжет
Фильм рассказывает о судьбе знаменитого средневекового персо-таджикского поэта Рудаки. Он творил свои произведения при дворе эмира Насра II и пользовался его поддержкой. В этот период Рудаки полюбил Нигину — рабыню военачальника Сахля бен Мансура. Сахль бен Мансур согласился отдать свою рабыню Рудаки, но после обманул его и убил Нигину. После смерти Насра II эмиром стал его сын Нух, который приказал ослепить Рудаки. Однако Рудаки продолжил писать стихи и диктовать их своим ученикам.

## В ролях
| Актёр               | Роль             |
| ------------------- | ---------------- |
| Марат Арипов        | Рудаки           |
| Нозукмо Шомансурова | Робия            |
| Махмуд Тахири       | Мадж             |
| Дильбар Касымова    | Нигина           |
| София Туйбаева      | Малика           |
| Шамси Джураев       | Эмир Наср II     |
| Мухаммеджан Касымов | Сахль бен Мансур |
| Анвар Тураев        | Шакури           |

## Награды
Фильм получил первую премию и медаль «Золотой Орёл» на 2-м кинофестивале стран Азии и Африки в Каире (1960 год), а также почётный диплом на Всесоюзном кинофестивале в Минске.